# Explosion de gaz de Tenroku
L'explosion de gaz de Tenroku (japonais : 天六ガス爆発事故, Tenroku gasu bakuhatsu jiko) survient le 8 avril 1970 vers 17 h 47 à Osaka, au Japon, lorsqu'une fuite de gaz pendant la construction de la gare de Tenjinbashisuji 6-chome dans le centre-ville d'Osaka provoque une explosion massive et un incendie qui tue 79 personnes, en blesse 420 autres et endommage 495 bâtiments. Il s'agit de l'une des pires explosions de gaz de l'histoire du Japon.